# Косово (Кюстендильська область)
Ко́сово (болг. Косово) — село в Кюстендильській області Болгарії. Входить до складу общини Трекляно.

## Населення
За даними перепису населення 2011 року у селі проживала 21 особа, усі — болгари.
Розподіл населення за віком у 2011 році:
Динаміка населення: